# Cartilagem nasal acessória
Cartilagem nasal acessória são pequenas cartilagens do nariz que conectam a cartilagem alar maior e a cartilagem nasal lateral.